# Messmast Forschungszentrum Karlsruhe

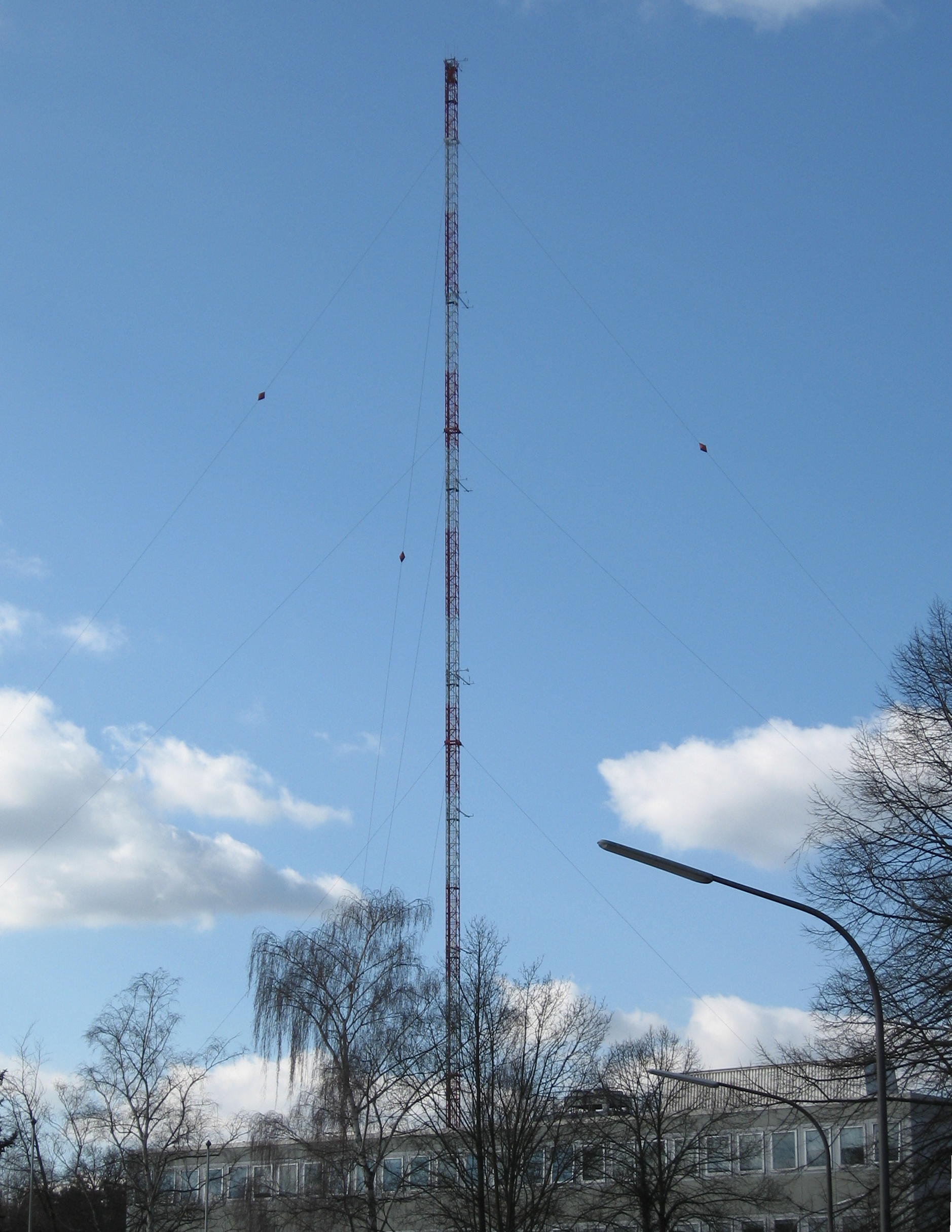
Messmast

Der Messmast Forschungszentrum Karlsruhe ist ein 200 Meter hoher, abgespannter Stahlfachwerkmast auf dem Areal des Forschungszentrums Karlsruhe, der 1972 in Betrieb ging. Er verfügt über Geräte zur Messung der Windgeschwindigkeit in 2, 20, 30, 40, 50, 60, 80, 100, 130, 160 und 200 Metern Höhe, zur Messung der Windrichtung in 40, 60, 80, 100, 160, 200 Meter Höhe und der Temperatur in 2, 10, 30, 60, 100, 130, 160 und 200 Metern Höhe. Daneben ist er auch mit Geräten zur Messung des Taupunkts, des Niederschlags und einiger anderer meteorologischer Größen ausgestattet. Die erhaltenen Messwerte werden im Internet publiziert.